# 3-Hydroxynaphthalin-2,7-disulfonsäure
3-Hydroxynaphthalin-2,7-disulfonsäure ist eine chemische Verbindung aus der Gruppe der Buchstabensäuren und Naphtholsulfonsäuren.

## Gewinnung und Darstellung
3-Hydroxynaphthalin-2,7-disulfonsäure kann durch Reaktion von 2-Naphthol mit Schwefelsäure gewonnen werden.

## Eigenschaften
3-Hydroxynaphthalin-2,7-disulfonsäure ist ein hygroskopischer Feststoff, der sich beim Erhitzen zersetzt und löslich in Wasser und Ethanol ist.

## Verwendung
3-Hydroxynaphthalin-2,7-disulfonsäure wird als Ausgangsstoff für eine Reihe von Pigmenten bzw. Azofarbstoffen verwendet. Das Dinatriumsalz (R-Salz) wird auch zum Nachweis von Stickstoffdioxid in der Luft eingesetzt.